# Caroline Series

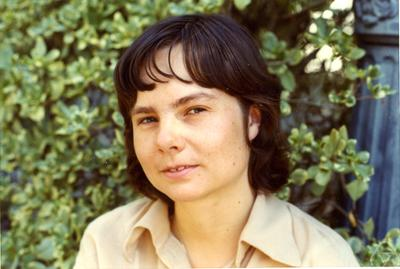
Caroline Series, 1976

Caroline Mary Series (* 24. März 1951 in Oxford) ist eine englische Mathematikerin, die sich mit hyperbolischer Geometrie, Kleinschen Gruppen und dynamischen Systemen beschäftigt.

## Leben
Series ist die Tochter des Physikers George William Series, besuchte die Oxford High School of Girls und studierte ab 1969 am Somerville College der Oxford University (Bachelor 1972, gleichzeitig erhielt sie den Mathematikpreis der Universität) und von 1972 an mit einem Kennedy-Stipendium an der Harvard University, wo sie 1976 bei George Mackey promoviert wurde (Ergodic action of product groups). 1976/77 war sie Lecturer an der Universität Berkeley und 1977/78 Research Fellow am Newnham College der Cambridge University. Von 1978 an war sie an der University of Warwick als Lecturer, Reader (ab 1987) und Professor (ab 1992). Von 1999 bis 2004 war sie dort EPSRC (Engineering and Physical Sciences Research Council) Senior Research Fellow.
Series fand in den 1970er Jahren Illustrationen der Theorie dynamischer Systeme von Rufus Bowen in der Geometrie von Kettenbrüchen und zweidimensionaler hyperbolischer Geometrie (Wirkung von Fuchsschen Gruppen). Danach beschäftigte sie sich mit ähnlichen (teilweise fraktalen) geometrischen Mustern in dreidimensionalen hyperbolischen Räumen (mit Kleinschen Gruppen als Symmetriegruppen). Entsprechende Computerbilder führten zu einem Buchprojekt mit David Mumford und David Wright, dessen Entstehung sich über zehn Jahre hinzog. Weitere ihrer Mitautoren sind Linda Keen und Joan Birman (Satz von Birman-Series).
1987 erhielt Series den Junior Whitehead-Preis der London Mathematical Society. 1992 hielt sie die Rouse Ball Lecture in Cambridge und 1986 war sie Invited Speaker auf dem ICM in Berkeley (Symbolic dynamics for geodesic flows). 1990 bis 2001 gab sie die Student Texts der London Mathematical Society heraus. Sie war 1986 Gründungsmitglied der European Woman Mathematicians (EWM). 2009 war sie Emmy-Noether-Gastprofessor an der Universität Göttingen. Sie ist Fellow der American Mathematical Society. 2014 erhielt sie den Senior Anne Bennett Prize der London Mathematical Society. 2016 wurde sie zum Mitglied der Royal Society gewählt, 2017 der Academia Europaea.

## Schriften (Auswahl)
- mit David Mumford, David Wright: Indra's Pearls. Cambridge University Press 2002.
- The geometry of Markoff Numbers. Mathematical Intelligencer Bd. 7, 1985, S. 24–31.
- Noneuclidean geometry, continued fractions and ergodic theory. Mathematical Intelligencer, Bd. 4, 1982, S. 24.
- Some geometrical models of chaotic dynamics. Proceedings Royal Society, A 413, 1987, S. 171.
- Series, Wright Non euclidean geometry and Indra´s Pearls, Plus Magazine
- Herausgeberin mit T. Bedford, M. Keane Ergodic theory, symbolic dynamics and hyperbolic spaces, Oxford University Press 1991 (darin von Series: Geometric methods of symbolic coding).

- mit Rufus Bowen: Markov maps associated with Fuchsian groups. Inst. Hautes Études Sci. Publ. Math. No. 50 (1979), 153–170.
- Symbolic dynamics for geodesic flows. Acta Math. 146 (1981), no. 1–2, 103–128.
- mit Joan Birman: Geodesics with bounded intersection number on surfaces are sparsely distributed. Topology 24 (1985), no. 2, 217–225.
- The modular surface and continued fractions. J. London Math. Soc. (2) 31 (1985), no. 1, 69–80.
- mit Linda Keen: Pleating coordinates for the Maskit embedding of the Teichmüller space of punctured tori. Topology 32 (1993), no. 4, 719–749.